# پاتریک هیوز
پاتریک هیوز (به انگلیسی: Patrick Hughes) زاده سال ۱۹۷۸، کارگردان استرالیایی است.

## اوایل زندگی
هیوز در بلک راک، ویکتوریا، حومه ملبورن به دنیا آمد. او از جوانی شروع به ساخت فیلم کوتاه کرد. هیوز به مدرسه فیلم در کالج هنر ویکتوریا رفت و در سال ۱۹۹۹ فارغ التحصیل شد.

## آغاز حرفه
پس از ساخت مجموعه ای از تبلیغات تجاری و کوتاه و چندین تلاش ناموفق برای انتخاب فیلمنامه ای برای یک فیلم اکشن/وسترن، او تصمیم گرفت خودش آن را با برنامه ریزی کوتاه و بودجه کم کارگردانی کند.
فیلم تپه سرخ  در سال ۲۰۱۰ توجه ستاره هالیوود سیلوستر استالونه را به خود جلب کرد، که برای کارگردانی قسمت سوم از فرانچایز پر سود بی‌مصرف‌ها بود. هیوز فیلم بی‌مصرف‌ها ۳ را از آگوست تا اکتبر ۲۰۱۳ فیلمبرداری کرد و این فیلم اولین نمایش جهانی خود را در ۴ اوت ۲۰۱۴ در لندن برگزار کرد.
در سال ۲۰۲۱، هیوز شرکت تولید فیلم خود به نام هیوچ فیلمز (انگلیسی: Huge Films) را با مشارکت گرگ مک‌لین و جیمز بوفورت تأسیس کرد.

## فیلم‌شناسی
- مدیر (فیلم کوتاه) (۲۰۰۰)
- فندک (فیلم کوتاه) (۲۰۰۱)
- نشانه‌ها (فیلم کوتاه) (۲۰۰۸)
- تپه سرخ (۲۰۱۰)
- بی‌مصرف‌ها ۳ (۲۰۱۴)
- محافظ مزدور (۲۰۱۷)
- محافظ همسر هیتمن (۲۰۲۱)
- مردی از تورنتو (۲۰۲۲)
- ماشین جنگی (۲۰۲۵)